# Josef Ehrenberger (fotbalista)
Josef Ehrenberger (* 13. února 1962) je bývalý český fotbalový brankář a trenér.

## Fotbalová kariéra
V československé lize hrál za Spartu Praha, kde hostoval z Mladé Boleslavi. Nastoupil jen v 1 ligovém utkání. V sezóně 1986/87 byl členem mistrovského týmu Sparty, ale reprezentant Jan Stejskal ho do branky nepustil v žádném ligovém utkání. Ve druhé nejvyšší soutěži nastoupil za AŠ Mladá Boleslav v 81 utkáních. V sezóně 1987/88 zaznamenal pozoruhodný úspěch, když nepustil ani jednu ze sedmi penalt, které se proti Mladé Boleslavi v tomto ročníku kopaly (jedna šla mimo, šest chytil). Po čtyřletém působení v nižších soutěžích v Německu byl ještě krátce hráčem SK Kladno. Kariéru končil v TJ Svitavy, kde pokračoval jako trenér, nyní trénuje TJ Sokol Březová nad Svitavou.

## Ligová bilance
| Ročník                                   | Zápasy | Góly | Klub         |
| ---------------------------------------- | ------ | ---- | ------------ |
| 1. československá fotbalová liga 1985/86 | 1      | 0    | Spartu Praha |
| CELKEM                                   | 1      | 0    |              |